# Melleray
Melleray is een gemeente in het Franse departement Sarthe (regio Pays de la Loire) en telt 492 inwoners (1999). De plaats maakt deel uit van het arrondissement Mamers.

## Geografie
De oppervlakte van Melleray bedraagt 26,6 km², de bevolkingsdichtheid is 18,5 inwoners per km².

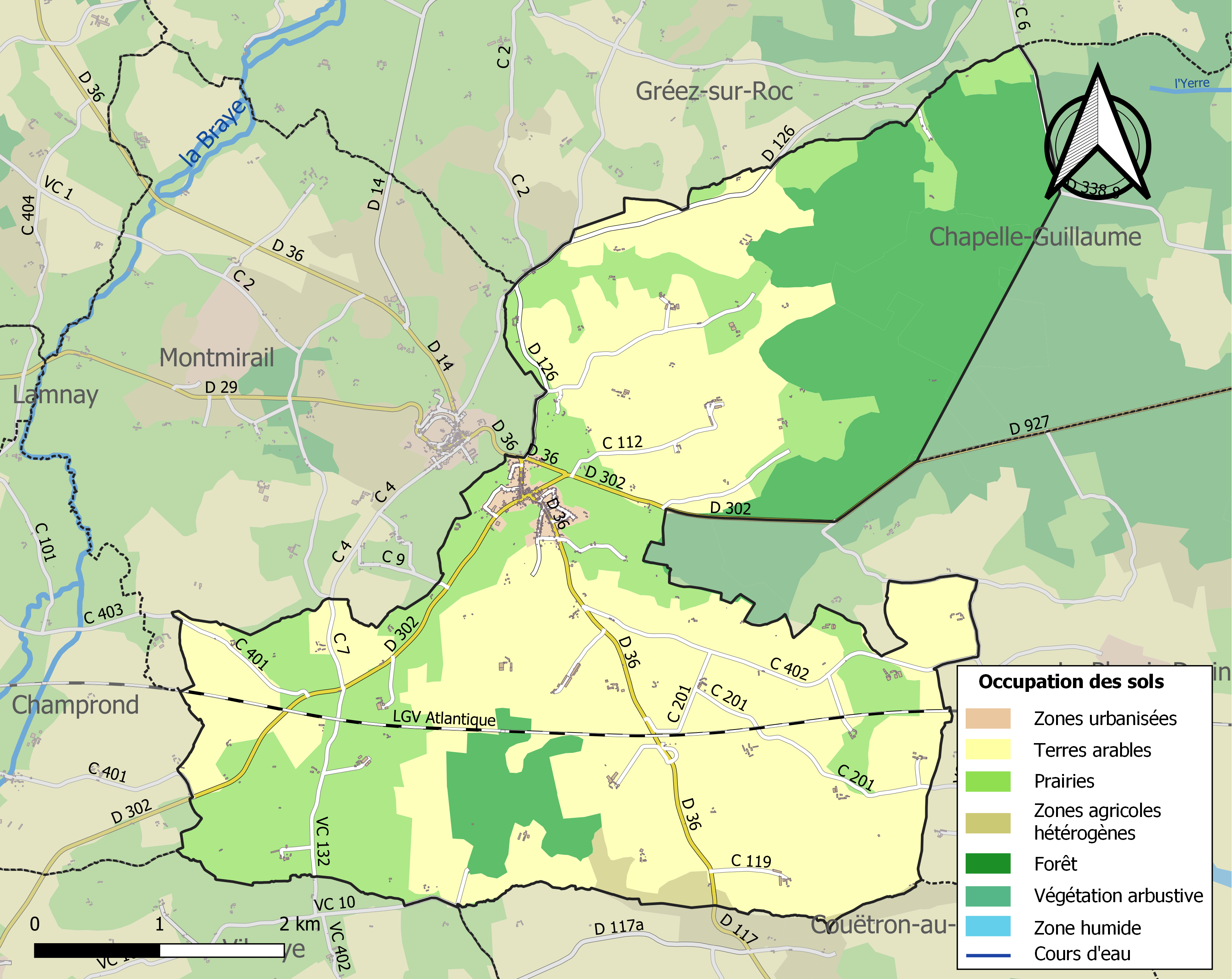
Kaart van de gemeente met de belangrijkste infrastructuur, bodemgebruik en omliggende gemeenten

## Demografie
Onderstaande figuur toont het verloop van het inwonertal (bron: INSEE-tellingen).